# Романеско (капуста)

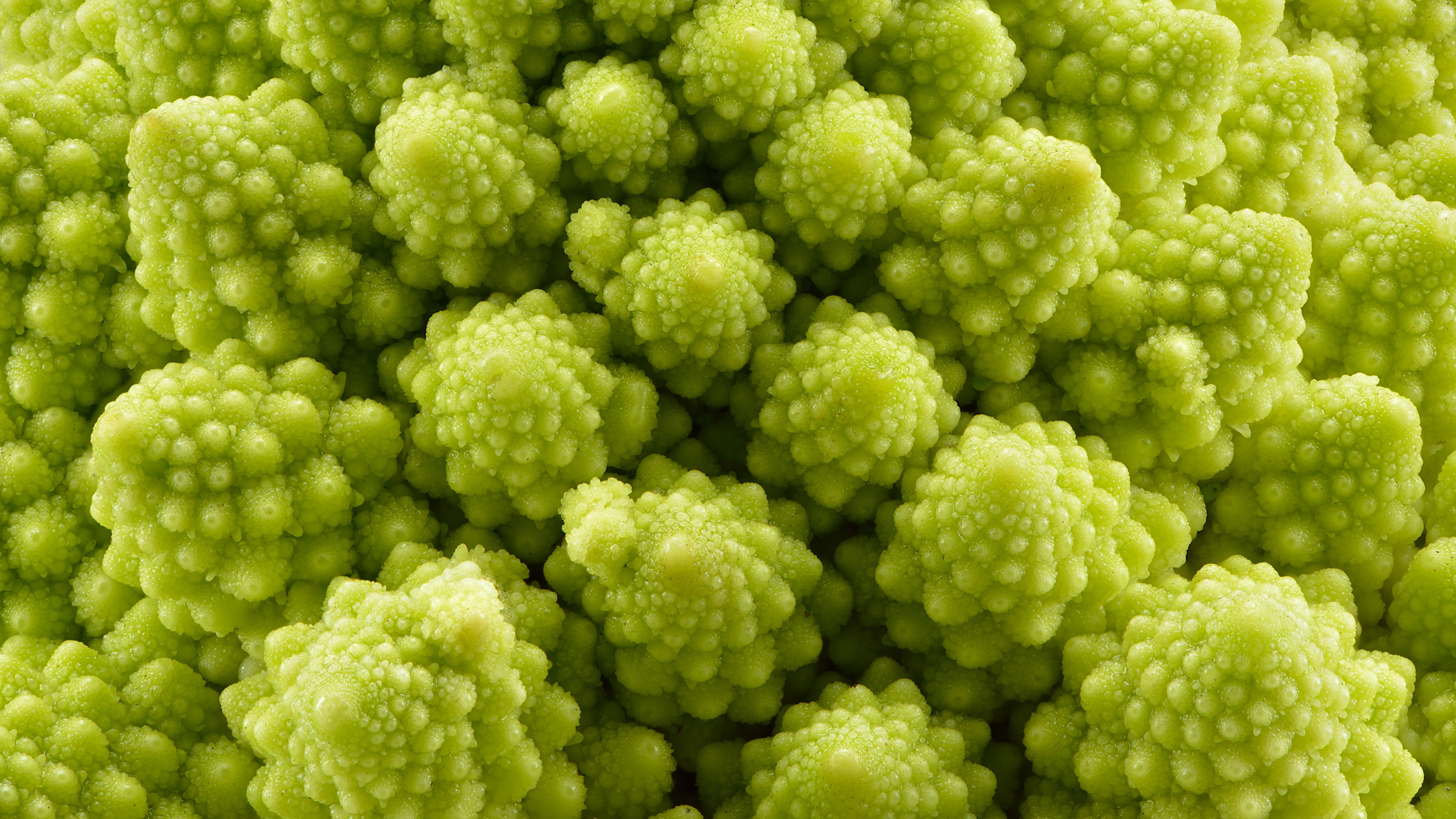
Самоподобная структура соцветия

Романеско — овощная культура, один из культурных сортотипов вида Капуста огородная. Ранее совместно с цветной капустой выделялась как самостоятельная ботаническая разновидность этого вида — Brassica oleracea L. var. botrytis L. При современном подходе в соответствии с правилами МКБН корректным названием группы сортов является Brassica oleracea Botrytis Group.

## История
Название овоща указывает на его происхождение из окрестностей города Рима: итал. romanesco означает «римская». Согласно некоторым утверждениям, история broccolo romanesco может быть прослежена до XVI века, однако на международных рынках этот овощ появился в 1990-х годах.
Утверждения о том, что это гибрид цветной капусты и брокколи, не находят подтверждения в авторитетных источниках.

## Описание
Романеско напоминает цветную капусту, однако имеет светло-зелёный цвет, а соцветие устроено практически по принципу самоподобия, где ответвляющиеся меристемы образуют логарифмическую спираль. Форма романеско похожа на естественный фрактал: каждый бутон состоит из набора меньших бутонов, организованных в форме ещё одной логарифмической спирали. Такая самоподобная структура повторяется несколько раз, однако прекращается на более мелких уровнях.
Количество встречных спиралей в соцветии романеско описывается двумя соседними числами Фибоначчи.
Овощ богат витамином C, витамином K, пищевыми волокнами и каротиноидами.

## Гастрономические свойства
Хотя в Италии есть специальные рецепты для приготовления романеско, в остальном мире её готовят как обычную капусту брокколи. Важно соблюдать время приготовления: переваренная романеско, как и брокколи, многим покажется невкусной. По сравнению с цветной капустой и брокколи, романеско более нежная по текстуре и имеет более мягкий сливочно-ореховый вкус, без горьковатой нотки.